# Chico conoce chica (película de 1984)
Chico conoce chica (título original, Boy Meets Girl ) es una película francesa dirigida por Leos Carax y estrenada en 1984.

## Sinopsis
Alex tiene 22 años y grandes aspiraciones. Para inspirar sus escritos, espía a parejas de enamorados por las noches. Un día, encuentra a una mujer solitaria que parece enamorada. Pero su golpe de suerte acaba trágicamente.

## Ficha técnica
- Título : Chico conoce chica
- Título original: Boy Meets Girl
- Dirección : Leos Carax
- Guion : Leos Carax
- Fotografía : Jean-Yves Escoffier
- Montaje : Nelly Meunier y Francine Sandberg
- Música : Jacques Pinault
- Decorados : Jean Bauer y Serge Marzolff
- Primer asistente-realizador : Antoine Hermoso
- Producción :
  - Productor : Patricia Moraz
  - Productor delegado : Alain Dahan
- Sociedad de producción : Abilene
- Sociedad de distribución : Foro Distribución (Francia)
- Formato : Negro y blanco - 1,85:1 - Mono - 35 mm
- País de origen :   Francia
- Lengua : francés
- Género : Drama
- Duración : 100 minutos
- Salida :
  - Francia :  1984 (Festival de Cannes)

## Reparto
- Denis Lavant : Alex
- Mireille Perrier : Mireille
- Carroll Brooks : Helen
- Maïté Nahyr:[1] Maite
- Elie Poicard :
- Christian Cloarec : Thomas
- Lorraine Berger : Pimpernelle
- Marc Desclozeaux : Henri Bestouches
- Anna Baldaccini : Florence
- Evelyne Schmitt : estudiante
- Jean Duflot : Bouriana
- P'tit Louis : Sacha
- Dominique Reymond : vecina
- Georges Castorp : vecino
- Anne Dieumegard : enamorada
- Puig Segur : enamorado
- Remy Brozek : mellizo
- Georges Brozek : mellizo
- Roberte Barrère : lavandera
- Ardag Basmadjian : niño
- Gérard Colin : acróbata
- Laurent Chevalier : perseguidor
- Jacques Pinhault : pianista
- Hans Meyer : astronauta
- Lolo Pigalle : Miss Universo
- Elizabeth Emorine : amigo
- Albert Braun : sordomudo
- Frédérique Charbonneau : intérprete
- Lucie Morgan : animadora
- Robert Langlois : Stan
- Roberto Benavente : jugador
- Jean-Jacques Rock : patrocinador

## Reconocimientos
- Festival Internacional de Cine de Cannes de 1984 : Premio de la juventud